# Хаммам-эль-Алиль
Хаммам-эль-Алиль (араб. حمام العليل‎) — город на севере Ирака, расположенный на территории мухафазы Найнава. Бальнеологический курорт.

## Географическое положение
Город находится в восточной части мухафазы, на правом берегу реки Тигр, на высоте 189 метров над уровнем моря.

Хаммам-эль-Алиль расположен на расстоянии приблизительно 15 километров к юго-юго-востоку (SSE) от Мосула, административного центра провинции и на расстоянии 320 километров к северо-северо-западу (NNW) от Багдада, столицы страны.

## Население
На 2012 год население города составляет 15 985 человек.

## Транспорт
Ближайший аэропорт расположен в городе Мосул.